# Festival de Verano

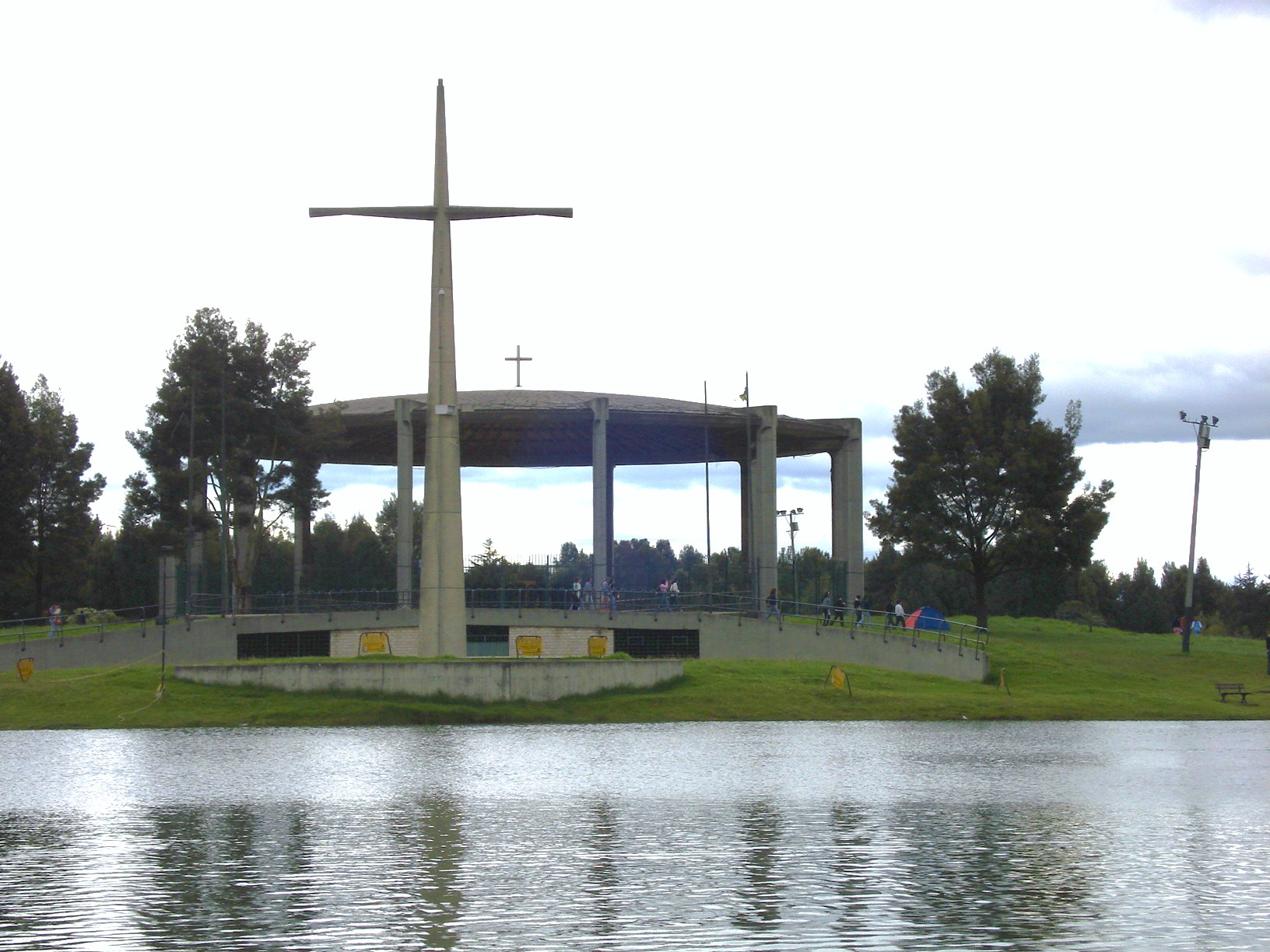
Templete Eucarístico

El Festival de verano de Bogotá se realiza cada año desde 1997 e incluye actividades culturales, deportivas y recreativas. A lo largo del circuito de Parques de Bogotá se organizan en agosto actividades para la comunidad bogotana. El Instituto Distrital de Recreación y Deporte es el organismo gubernamental encargado de la realización del festival anual y se asegura que todas las actividades sean gratuitas.

## Parque Metropolitano Simón Bolívar
El Parque Metropolitano Simón Bolívar, el más grande e importante de la ciudad de Bogotá, es la sede principal del festival.

## Instalaciones
En las casi 400 hectáreas del Parque Metropolitano Simón Bolívar, a diario se realizan actividades para la comunidad. Entre las recurrentes y más importantes se identifican:
- Espectáculos acrobáticos sobre agua. Cada año se invitan al lago del Parque Simón Bolívar o del Parque Metropolitano El Lago a los grupos de esquiadores más importantes del mundo para que presenten una serie de saltos, giros, pirámides y llamativas acrobacias sobre estas aguas. En el año 2010, se invitó al grupo Las Estrellas de la Florida quienes se han presentado en escenarios como el río Nilo (Egipto) y en el río Sena de París (Francia).[1]
- Zonas de acampadas. Se instalan campamentos juveniles donde las familias pueden llevar sus carpas y compartir con otros campistas.[5]
- Zoológico de Verano. Se realizan exhibiciones de distintas especies doméstica colombiana.[5]
- Playa de verano. Se levanta una playa artificial de más de 400 metros cuadrados frente al templete del parque. Para su construcción se usan más de 2.342 metros cúbicos de arena de playa.[6]
- Actividades musicales. Durante los días del festival se organizan actividades musicales y se invitan importantes agrupaciones musicales. En el 2010 se presentó el artista argentino Diego Torres. Músicos colombianos como Andrés Cepeda y Sebastián Yepes. Además de Fonseca, Don Tetto y J Balvin.[5]